# Peter Motzan
Peter Motzan (* 7. Juli 1946 in Sibiu) ist ein deutscher Literaturkritiker und Übersetzer.

## Leben
Zwischen 1965 und 1970 studierte er Philologie (Deutsch und Rumänisch) an der Babeș-Bolyai-Universität Cluj. Er war Gründungsmitglied der Studentenzeitschrift „Echinox“ und zwischen 1968 und 1972 einer der Redakteure der deutschsprachigen Seiten dieser Publikation. Als Student trat er in die Rumänische Kommunistische Partei ein.
Motzan debütierte 1968 mit einem Beitrag über Rainer Maria Rilke in der Hermannstädter Zeitung, den er dann in der ersten Ausgabe der Echinox unter dem Titel „Rainer Maria Rilke și lumea obiectelor“ veröffentlichte.
Nach Beendigung des Studiums war er an dieser Universität bis 1978 als Assistent und dann als Dozent tätig. 1980 wurde er an der Universität Bukarest mit einer Dissertation zum Thema „Die rumäniendeutsche Lyrik nach 1944“ promoviert. Im Jahr 1988 stellte er den Antrag zur Aussiedlung nach Deutschland; in dieser Zeit bestritt er seine Existenz mit Übersetzungen und Privatstunden.
Im Jahr 1990 siedelte er nach Deutschland aus und war 1991 als Gastdozent am Lehrstuhl für Neuere Deutsche Literatur an der Universität Marburg tätig. 1992 wurde er wissenschaftlicher Mitarbeiter  am Institut für deutsche Kultur und Geschichte Südosteuropas an der LMU München (IKGS). 2003 erhielt er den Titel Doctor honoris causa der Universität Cluj-Napoca.

## Werk

### Eigene Veröffentlichungen
- Lesezeichen.  Aufsätze und Buchkritiken.  Dacia Verlag, Cluj-Napoca 1986.
- Die rumäniendeutsche Lyrik nach 1944. Problemaufriss und historischer Überblick. Dacia Verlag, Cluj-Napoca 1980.

### Herausgeber
- Hans Liebhardt: Alles was nötig war. Ausgewählte Prosa. Dacia Verlag, Cluj 1971.
- Rainer Maria Rilke: Lyrik und Prosa. Mit einer Textinterpretation. Kriterion Verlag, Bukarest 1976.
- Der Herbst stöbert in den Blättern. Verlag Volk und Welt, Berlin 1984.
- Ein halbes Semester Sommer. Verlag Volk und Welt, Berlin 1981.
- Vorläufige Protokolle - Anthologie junger rumäniendeutscher Lyrik. Dacia Verlag, Cluj-Napoca 1976.
- Vânt potrivit pâna la tare. Zece tineri poeti germani din România. Editura Kriterion, Bucuresti 1982. (Erweiterte Neuauflage. Editura Tracus Arte, Bucuresti 2012, ISBN 978-606-8361-62-8)
- Klassische Verse und Zitate. Für Glückwünsche, Briefe, Reden und Poesiealben. Falken. Niedernhausen/Ts. 1991, ISBN 3-8068-1223-3. (Ungekürzte Lizenzausgabe. Buchgemeinschaft Donauland Kremayr und Scheriau, Wien 1992)
- Alfred Margul-Sperber: Ins Leere gesprochen. Gedichte. Rimaud, Aachen 2002, ISBN 3-89086-792-8. (Ein Titelsatz für diese Publikation ist bei der Deutschen Bibliothek erhältlich)
- Oscar Walter Cisek: Das entfallene Gesicht. Erzählungen. Verlag des Südostdeutschen Kulturwerks, München 2002, ISBN 3-88356-166-5.

### Als Mitherausgeber
- mit Stefan Sienerth: Worte als Gefahr und Gefährdung. Fünf deutsche Schriftsteller vor Gericht (15. September 1959 – Kronstadt/Rumänien). Südostdeutsches Kulturwerk, 1993, ISBN 3-88356-075-8.
- mit Stefan Sienerth: Die deutschen Regionalliteraturen in Rumänien (1918–1944). Südostdeutsches Kulturwerk, 1997, ISBN 3-88356-112-6.

| Personendaten    | Personendaten                              |
| ---------------- | ------------------------------------------ |
| NAME             | Motzan, Peter                              |
| KURZBESCHREIBUNG | deutscher Literaturkritiker und Übersetzer |
| GEBURTSDATUM     | 7. Juli 1946                               |
| GEBURTSORT       | Sibiu                                      |